# Ligament de Struthers

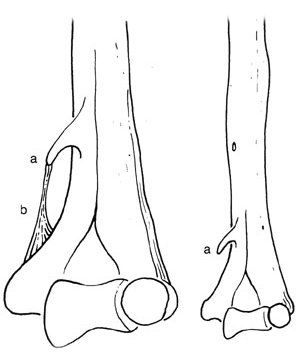
Illustration de John Struthers, 1854 :
a) processus osseux
b) ligament

Le ligament de Struthers est une bande de tissu conjonctif inconstante située dans le bras.
Il est tendu entre le processus supracondylaire de l’humérus et la base de l'épicondyle médial.

## Prévalence
Ce n'est pas un ligament constant,,,. Il peut être acquis ou congénital et il y a un débat quant à sa prévalence. Struthers a initialement estimé qu'il était présent chez 1% des humains.

## Aspect clinique
L'importance clinique de cette structure est due au nerf médian et à l'artère brachiale qui peuvent passer sous l'arc formé par le processus et le ligament sur le corps huméral. Dans cet espace, le nerf peut être comprimé, entraînant un syndrome de compression,,,.

## Aspect historique
La structure a été initialement décrite par Tiedemann, et plus tard par Knox au début du 19e siècle, mais John Struthers a été le premier à attirer l'attention sur cette structure en 1848 comme un "processus particulier" qui ressemblait curieusement à l'anatomie qu'il avait vu chez les chats. Cette observation était l'une des nombreuses que Struthers a faites dans les enquêtes ultérieures sur les structures résiduelles et rudimentaires, et en partageant ces observations avec son contemporain, Charles Darwin, a fourni des preuves significatives pour les théories de l'évolution. Charles Darwin a pris le ligament pour signifier que les humains et les autres mammifères avaient un ancêtre commun et a utilisé le travail de Struthers comme preuve dans le chapitre 1 de La Filiation de l'homme et la sélection liée au sexe (1871),. Struthers a ensuite créé un musée d'anatomie comparée rempli de spécimens zoologiques pour illustrer la théorie de l'ascendance commune de Darwin.